# Tatort: Nie wieder frei sein
Nie wieder frei sein ist eine Folge der deutschen Fernsehkrimireihe Tatort aus dem Jahr 2010. Der für den Bayerischen Rundfunk (BR Fernsehen) produzierte Film des Regisseurs Christian Zübert mit Miroslav Nemec und Udo Wachtveitl als Münchner Ermittler wurde beim Filmfest München 2010 uraufgeführt, am 19. Dezember 2010 erstmals im Ersten ausgestrahlt und unter anderem mit dem Grimme-Preis 2011 ausgezeichnet. Themen sind Recht und Gerechtigkeit im Zusammenhang mit dem Freispruch eines mutmaßlich gefährlichen Sexualmörders.

## Handlung
Melanie Bauer hat eine Vergewaltigung mit Mordversuch überlebt. Der mutmaßliche Täter Markus Rapp steht wegen dieser Tat und wegen des Mordes an Bettina Krüger vor Gericht. Die Kommissare Batic und Leitmayr tragen die gesammelten Indizien vor, die eindeutig gegen Rapp sprechen. Doch Rapps junge, ehrgeizige Pflichtverteidigerin Regina Zimmer erwirkt zu Melanie Bauers Entsetzen einen Freispruch und zieht damit die Wut der Angehörigen der Opfer sowie der Ermittler auf sich. 
Nach seiner Freilassung taucht Rapp nachts vor Bauers Zimmerfenster auf. Melanie leidet zunehmend unter ihrer Angst und einem Waschzwang. Ihr Ex-Freund Peter Sammauer mobilisiert Freunde und Nachbarschaft gegen Rapp, der juristisch nicht belangt werden kann. Einige Wochen später verschwindet Melanie Bauer, in ihrer Wohnung bleiben Blutspuren und Zerstörungen zurück. Markus Rapp wird daraufhin rüde, aber erfolglos verhört, auch der von seinem Vater und seiner Anwältin ausgeübte Druck bleibt ohne Ergebnis. Regina Zimmer wird nachts in einer Tiefgarage von vermummten Personen überfallen und zusammengeschlagen. 
Am nächsten Morgen wird Markus Rapp erstochen in einem Park gefunden. Die Suche nach Melanie erscheint nun noch schwieriger. Bei ihren Befragungen finden Batic und Leitmayr heraus, dass Rapp nicht für Melanies Verschwinden verantwortlich sein kann. Sie folgen Peter Sammauer bis zu einer abgelegenen Hütte, wo Melanie sich versteckt hält. Rapps Schuld in den früheren Fällen bestätigt sich, die Suche nach seinen Mördern bleibt zunächst erfolglos. Sammauer gesteht den Überfall auf die Anwältin, bestreitet jedoch, für ihre Schnittverletzungen verantwortlich zu sein. Als Batic und Leitmayr sie mit Unstimmigkeiten bei ihren erlittenen Verletzungen konfrontieren, gesteht Regina Zimmer, dass sie ihren ehemaligen Mandanten erstochen hat, nachdem er ihr den Mord gestanden und sich für ihre Verteidigung bedankt hatte.

## Hintergrund

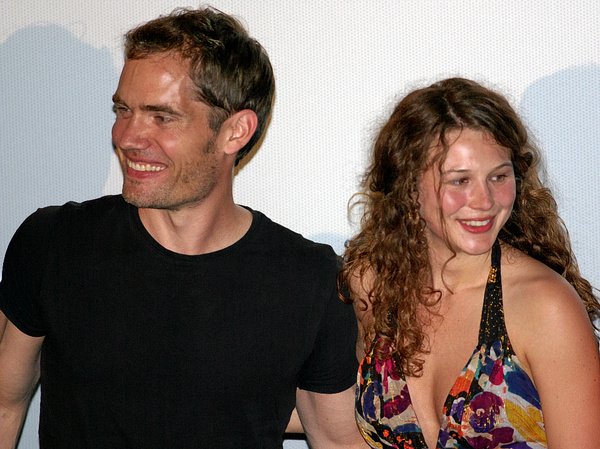
Der Regisseur Christian Zübert und die Hauptdarstellerin Anna Maria Sturm nehmen nach der Premiere beim Filmfest München am 26. Juni 2010 den Beifall des Publikums entgegen

Die Dreharbeiten fanden vom 29. September bis 30. Oktober 2009 in München und Umgebung statt. Verantwortliche Redakteure des BR waren Bettina Reitz und Silvia Koller. Die Premiere war am 26. Juni 2010 beim Filmfest München, im ausverkauften großen Saal des Cinemaxx-Kinos am Isartorplatz, im Wettbewerb um den Bernd Burgemeister Fernsehpreis.

## Rezeption

### Zuschauerresonanz
Die Erstausstrahlung von Nie wieder frei sein am 19. Dezember 2010 wurde in Deutschland insgesamt von 9,63 Millionen Zuschauern gesehen und erreichte einen Marktanteil von 25,9 % für Das Erste; in der Gruppe der 14- bis 49-jährigen Zuschauer konnten 3,33 Millionen Zuschauer und ein Marktanteil von 21,7 % erreicht werden.

### Kritik
Der Stern nannte Nie wieder frei sein einen düsteren, bedrückenden Tatort, der zu den besten seit langem zähle.
Der Kritiker Rainer Tittelbach schrieb: „Ein Vergewaltiger und Mörder steht vor Gericht. Er wird frei gesprochen – und jetzt ist alles möglich: das Opfer ist weiterhin in Gefahr, Selbstjustiz wäre denkbar, aber auch die Verteidigerin ist gefährdet in dem emotional aufgeheizten Klima. Wendungsreich der Handlungsverlauf, hoch emotional die Protagonisten, das (oft würdelose) Verhalten der Menschen unbestechlich registrierend die Kamera. Packend, tragisch, nachhaltig.“
In der Jury-Begründung zur Verleihung des Hamburger Krimipreises 2011 an Christian Zübert heißt es: „Erzählerisch intelligent, emotional tiefgründig, inhaltlich wie inszenatorisch komplex: […] Das exzellente Buch von Dinah Marte Golch stürzt die ermittelnden Kommissare – und mit ihnen den Zuschauer – in ein bestürzendes Wechselbad der Gefühle. Selbstjustiz gerät zur möglichen Alternative für eine aufgeklärte Gesellschaft mit rechtsstaatlichen Prinzipien – eine schockierende Perspektive. Präzise in der Bilderfindung und mit einem nuanciert agierenden Ensemble, in dem Lisa Wagner als Pflichtverteidigerin brilliert, konfrontiert der Film den Zuschauer mit moralischen Abgründen und zeichnet zugleich die Verstörung der Opfer von Gewaltverbrechen einfühlsam nach. Bis zur Grenze des Erträglichen lotet der Film das Spannungsfeld zwischen rechtsstaatlichem Handeln und moralischem Empfinden aus. Ein meisterlicher Krimi mit emotionaler Wucht.“
In der Zuschauer-Bewertungsrangliste des Fanportals Tatort-Fundus.de nimmt Nie wieder frei sein den ersten Platz aller Tatort-Folgen ein (Stand: September 2022).

## Auszeichnungen

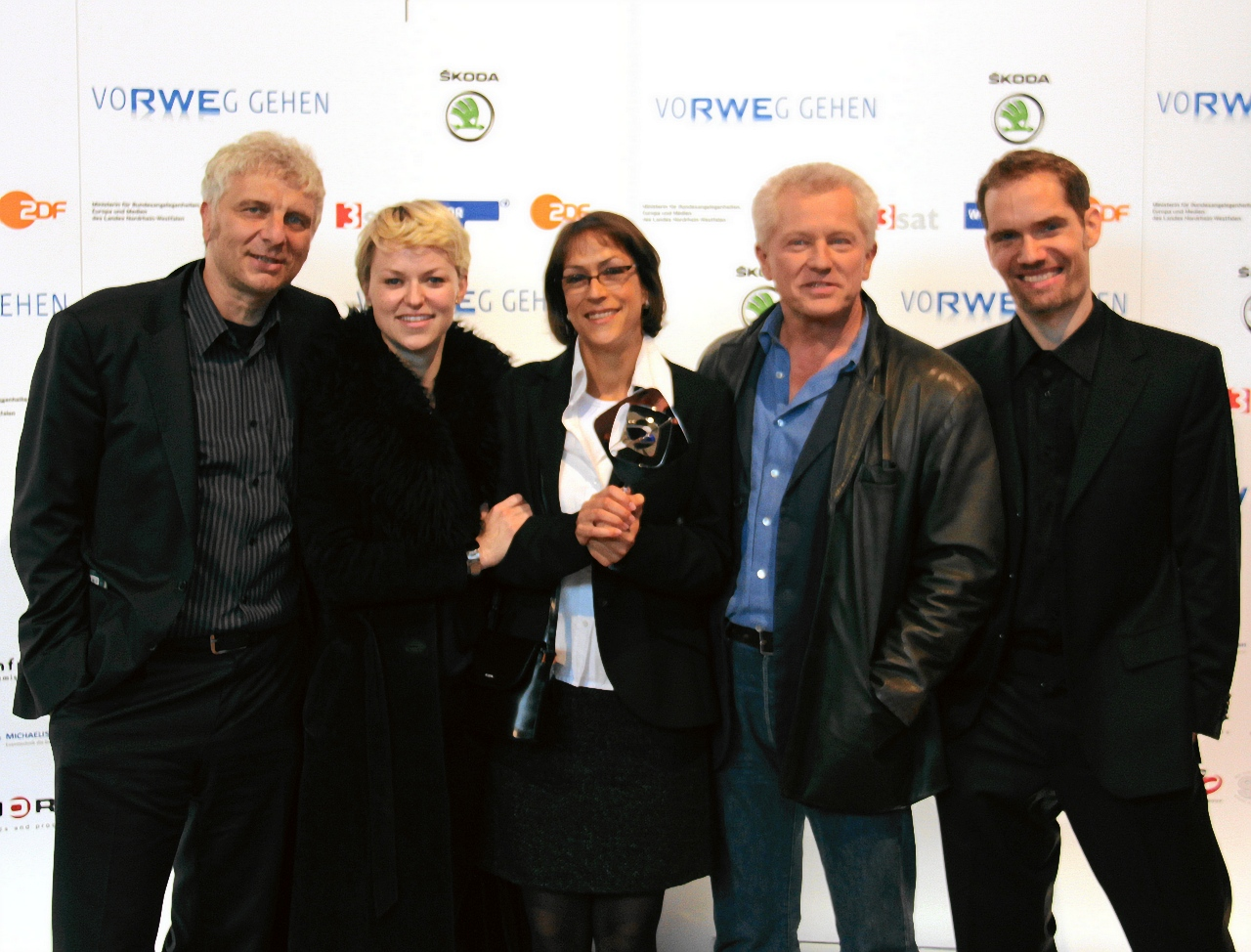
Udo Wachtveitl, Lisa Wagner, Dinah Marte Golch, Miroslav Nemec und Christian Zübert bei der Grimme-Preisverleihung 2011

- Deutscher Fernsehkrimipreis 2011: Hauptpreis an Nie wieder frei sein sowie Darsteller-Sonderpreis an Lisa Wagner
- Grimme-Preis 2011 an Dinah Marte Golch (Buch), Christian Zübert (Regie), Udo Wachtveitl, Miroslav Nemec und Lisa Wagner (Darstellung)
- Hamburger Krimipreis 2011 an Christian Zübert
- Bayerischer Fernsehpreis 2011 in der Kategorie Beste Darstellerin Serien und Reihen an Lisa Wagner
- Nominierung für den Deutschen Fernsehpreis 2011 in der Kategorie Beste Schauspielerin an Lisa Wagner
- Nominierung für den Deutschen Schauspielerpreis 2012 in der Kategorie weibliche Nebenrolle an Lisa Wagner